# Harras (München)
Der Harras, amtliche Bezeichnung Am Harras, ist ein Platz in München im 6. Stadtbezirk Sendling an der Einmündung der Albert-Roßhaupter-Straße in die Plinganserstraße. Nach diesem Platz sind auch der benachbarte Bahnhof und U-Bahnhof benannt. Ab Dezember 2010 wurde der Platz neu gestaltet.

## Name
1856 wurde das einstige Schloss am Löwenhof (heute etwa Plinganserstraße 38–42) an der Gabelung der Landstraßen von München nach Wolfratshausen und Weilheim abgerissen, einen Rest erwarb der Gastwirt Robert Harras und errichtete dort ein Café mit Gartenwirtschaft, das Zum Harras hieß und sich als beliebter Ausflugsort für die Münchner etablierte. Auch das Café wurde 1903 abgerissen, nur der Name überlebte in der Bezeichnung des dort entstandenen Platzes, der 1930 offiziell seinen Namen erhielt.

## Umgestaltung ab 2010

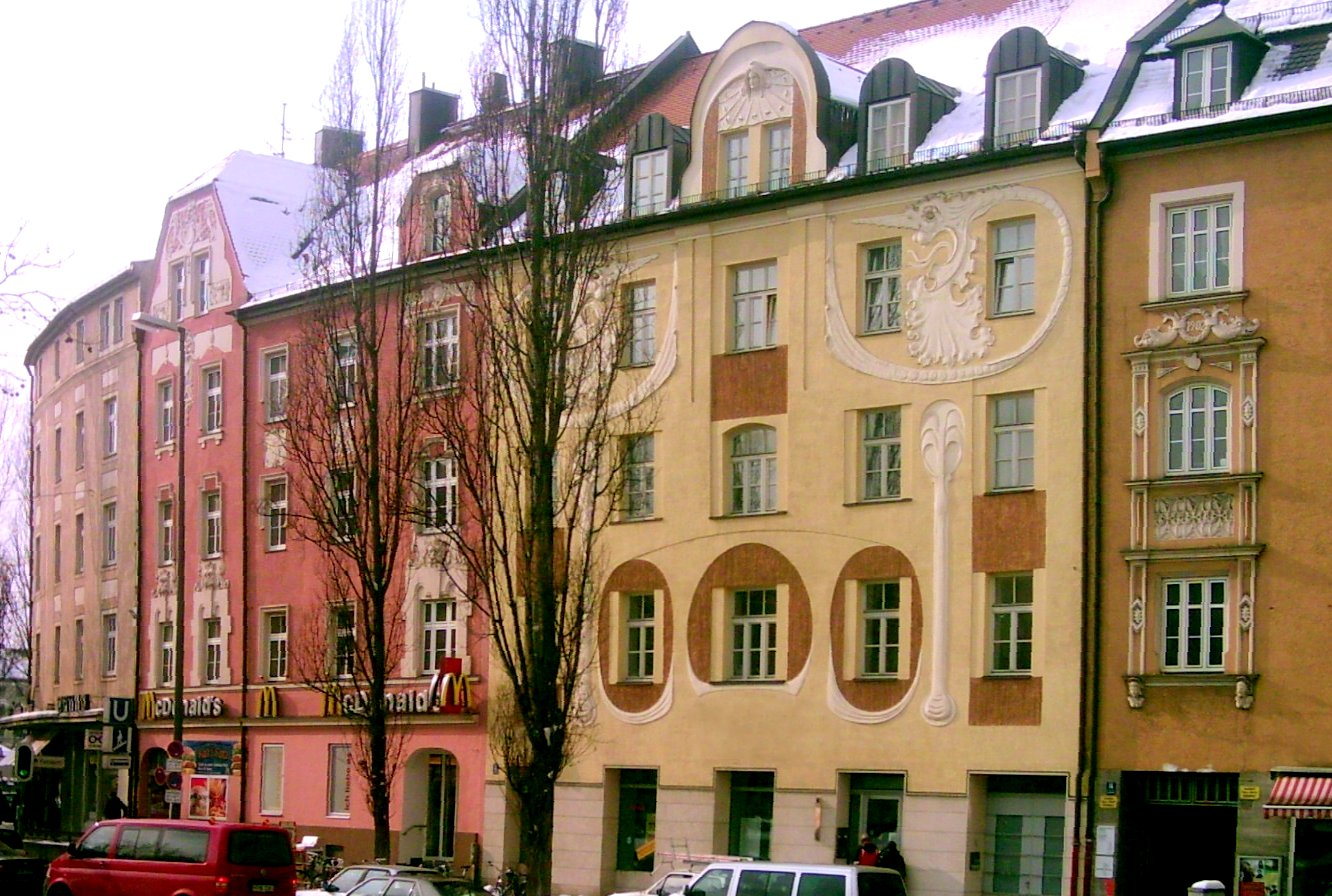
Fassaden aus Gründerzeit und Jugendstil auf der Nordseite des Platzes (2005, vor dem Umbau)
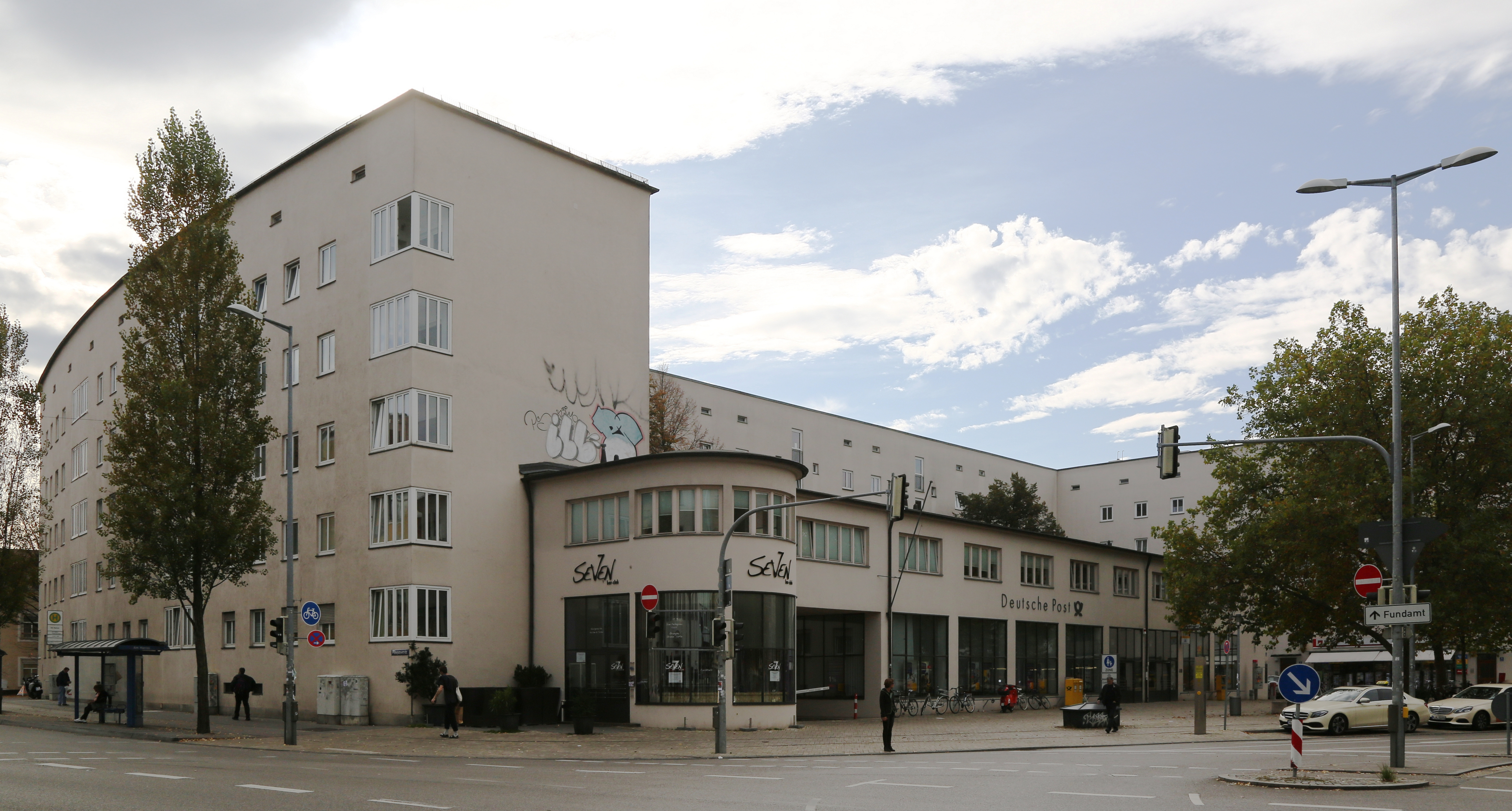
Die Postfiliale am Harras
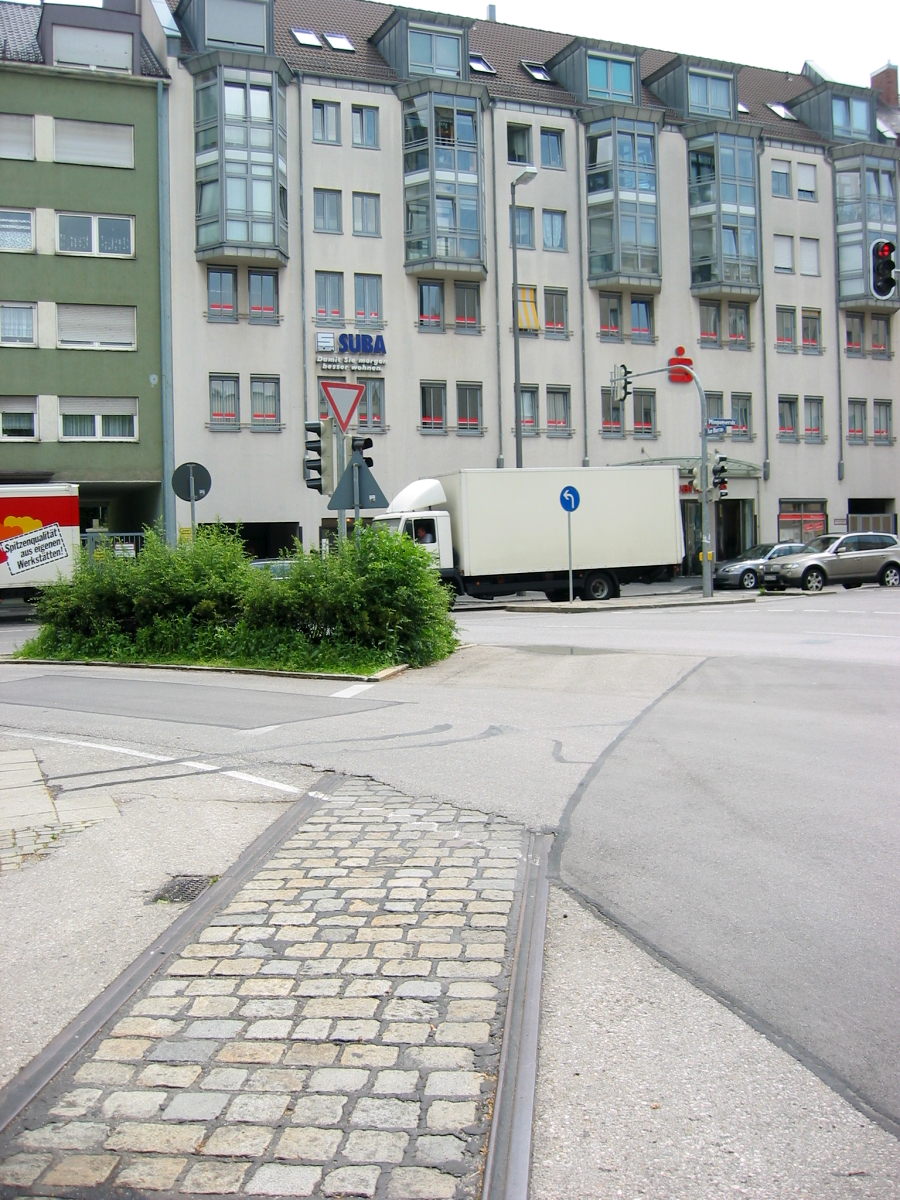
Straßenbahngleisanlage am Harras (2008)
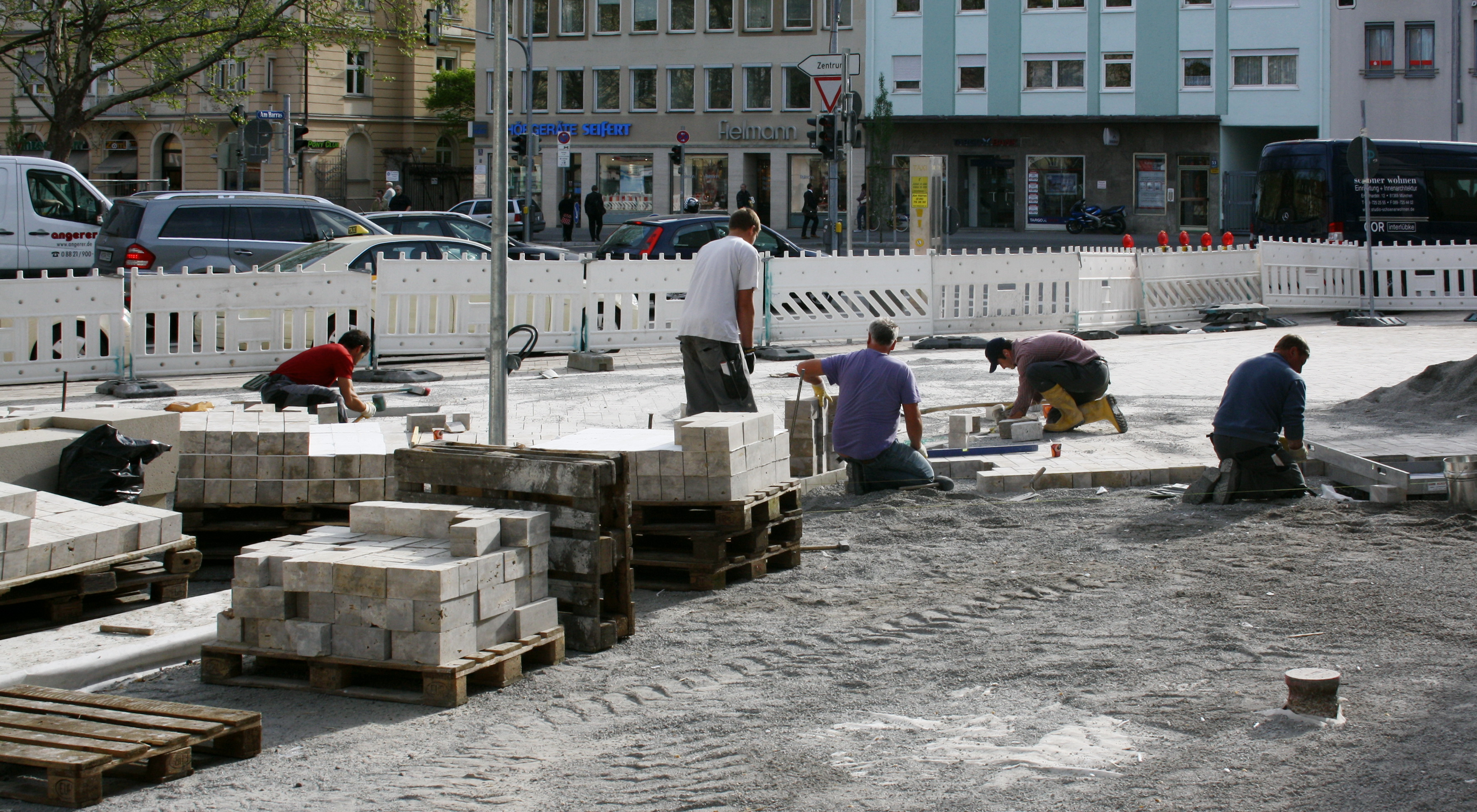
Bodenplatten vor der Post werden verlegt (2012)

### Finanzierung
Das Baureferat der Landeshauptstadt München, Abteilung Tiefbau, investierte 7.300.000 € in die Umgestaltung.

### Bauablauf
Der Harras litt unter einem starken Verkehrsaufkommen, weshalb über mehrere Jahre ein verkehrsgünstiger Umbau vom Bezirksausschuss 6 und von SPD und Grünen gefordert wurde. Planerische Zwangspunkte ergaben sich hierbei aus den bestehenden Treppenzugängen zur U-Bahn, dem vorhandenen Lift, der notwendigen Erschließung der umliegenden Geschäftsgebäude (Post etc.) und der großen Anzahl von Buslinien mit ihren erforderlichen Haltestellen. 2007 wurde von der Stadt München ein Architekturwettbewerb ausgeschrieben, den im Februar 2008 das Berliner Büro atelier pk für sich entscheiden konnte. Der Siegerentwurf sah vor, die bestehende Verkehrsinsel in der Platzmitte durch einen dreiarmigen Knotenpunkt im südlichen Bereich des Harras zu ersetzen und die nördliche Fahrbahn zu einem Fußgängerbereich umzuwidmen. Der Harras wurde so in zwei Bereiche gegliedert: auf der Nordseite entstand eine größere Platzfläche vor den gründerzeitlichen Fassaden, vor dem denkmalgeschützten Postgebäude auf der Südseite entstand ein kleinerer Vorplatz. Der Münchner Stadtrat beschloss den Umbau im Juli 2010, im Dezember 2010 begannen die Bauarbeiten. Seit Herbst 2011 steht eine funktionierende Verkehrskreuzung zur Verfügung, die offizielle Fertigstellung und Eröffnung fand im Juni 2013 statt. Im Anschluss an die Umgestaltung des Harras wurde auch die am Harras beginnende, von dort nach Westen verlaufende Albert-Roßhaupter-Straße teilweise neu gestaltet.

### Verkehrskonzept
Beim Zulauf der Plinganserstraße im Knoten mit der Albert-Roßhaupter-Straße wurde eine Geradeaus- und eine Linksabbiegespur eingerichtet. Nach dem Knoten wurden auf der Plinganserstraße 2 Fahrspuren stadteinwärts bis zur Lindenschmitstraße markiert. Im stadtauswärtigen Zulauf zum Knoten mit der Albert-Roßhaupter-Straße blieben unverändert 3 Fahrspuren vorhanden.
Die Albert-Roßhaupter-Straße wird von der Unterführung unter der Bahn in je 2 Fahrstreifen zum und vom Platz geführt. Auf dem Platz, ab etwa Hausnummer 10, addiert sich eine Spur für Linksabbieger, so dass die Albert-Roßhaupter-Straße im Bereich des Platzes fünf Fahrspuren aufweist. Die Bushaltestellen auf der Nordseite der Albert-Roßhaupter-Straße und die stadtauswärtigen Haltestellen in der Plinganserstraße blieben lagemäßig unverändert. Folgende Anpassungen wurden im Zuge der Vertiefung der Planung erarbeitet: Die Bushaltestellen in der Plinganserstraße stadteinwärts wurden auf Wunsch der Stadtwerke München um etwa 20 m nach Süden verschoben. So können die Fahrgäste auf verkürztem Weg auf den zentralen Platz zum U-Bahnaufgang gelangen. Hierbei bleibt die Lage des bedarfsampelgeregelten Fußgängerüberweges erhalten. Der Bezirksausschuss und das Kreisverwaltungsreferat hatten der Verschiebung der Haltestellen zugestimmt.
Die Fußgängerschutzinsel in der Albert-Roßhaupter-Straße in Höhe Am Harras 10 wurde um etwa 6 m nach Westen verschoben. Dies ermöglicht zum einen die fußläufige Beziehung vom „zentralen Platz“ zur Post beziehungsweise den Geschäften auf dieser Seite, zum anderen können Taxis an dieser Stelle wenden und die Anwohner hinter dem Postgebäude in beide Richtungen (Ost/West) ausfahren.
Für die Buswende an der Sylvensteinstraße konnte eine kostengünstige Lösung gefunden werden, die Busse können nun kurz vor dem Knoten Sylvensteinstraße/Plinganserstraße wenden. Dazu war es erforderlich, den Mittelteiler für die Busse zu öffnen. Die bestehende Lichtsignalanlage musste dazu geringfügig angepasst werden. Für den zwischenzeitlichen Halt der Busse wurde der Mittelteiler auf Höhe der Dudenstraße auf einer Breite von etwa 4 m befestigt.

### Ziele
Ziel der Planung war die Neugestaltung und Aufwertung des gesamten Platzbereiches mit Verbesserung der Wohn- und Aufenthaltsqualität, die Neuordnung der Verkehrsführung der Buslinien, des Individualverkehrs, der Taxistellplätze und die Erhöhung der Sicherheit für Fußgänger und Radfahrer. Des Weiteren wurden Bänke, ein Brunnen und 79 Fahrradständer aufgebaut.

## Verkehr

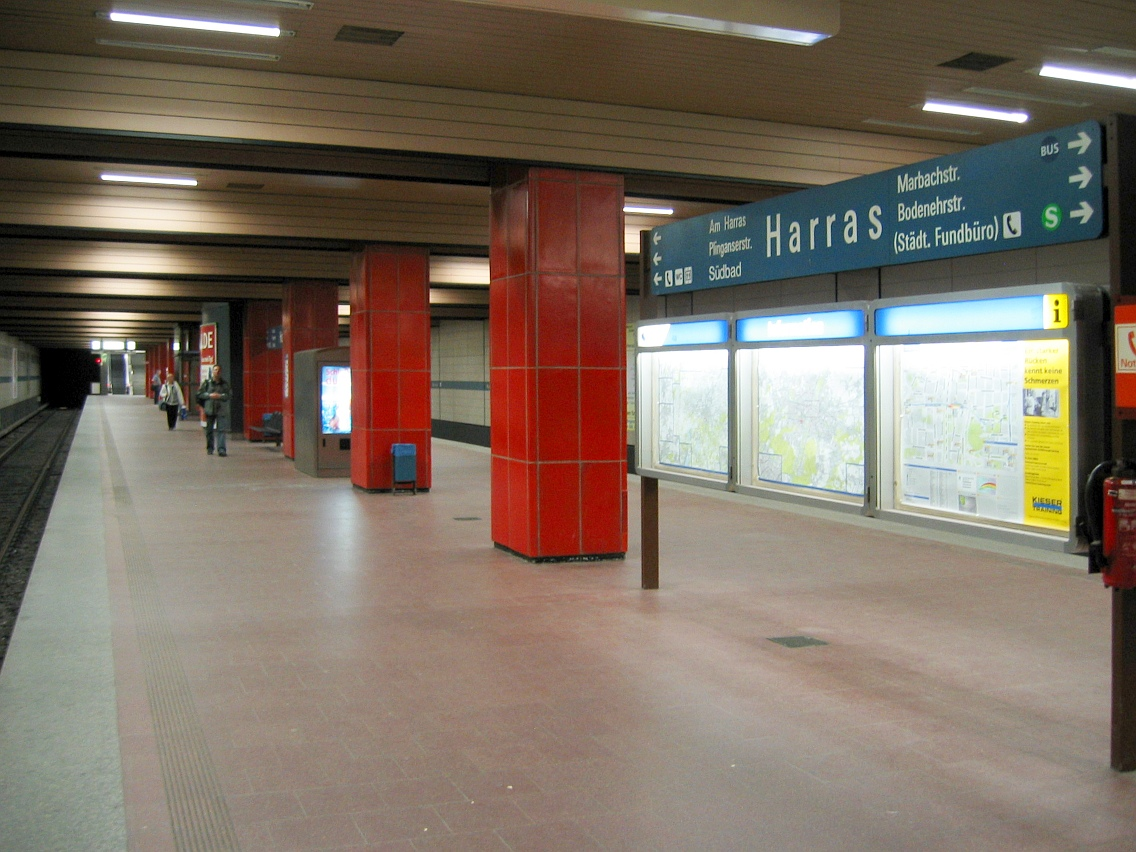
U-Bahn Harras
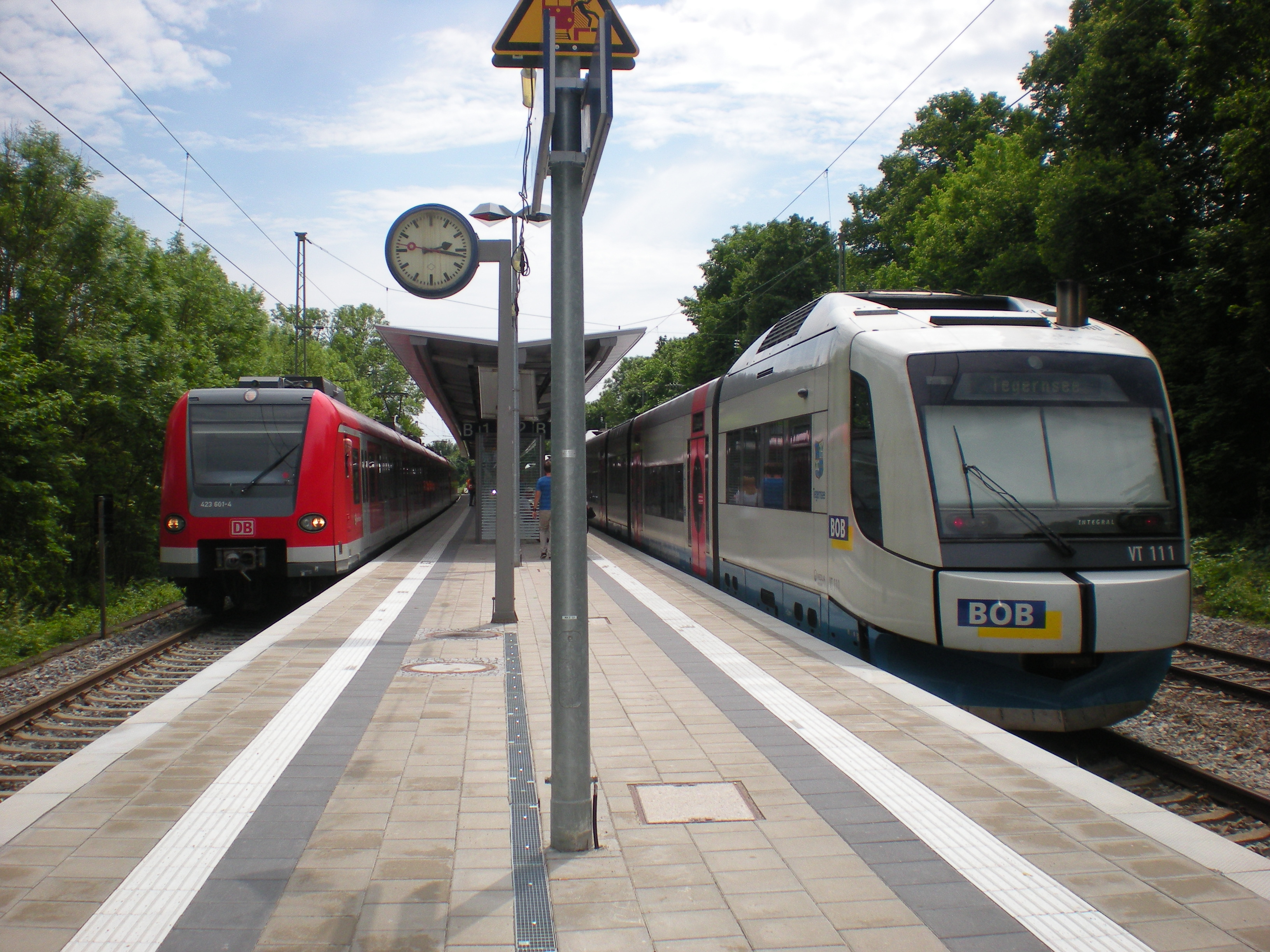
S-Bahnhof München Harras mit S-Bahn und Zug der BOB (heute BRB)
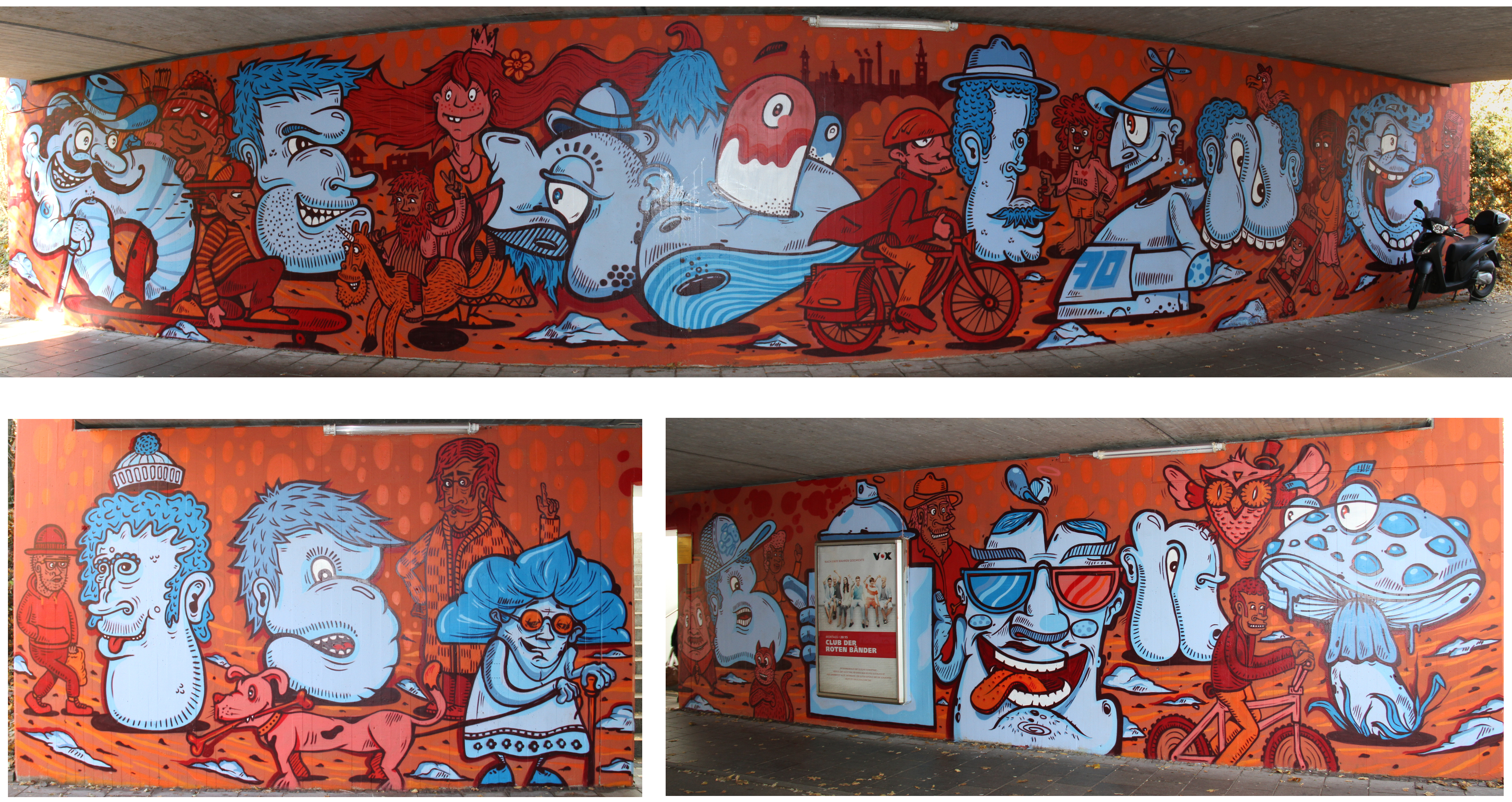
Am nördlichen Aufgang: Sendling ist bunt – von den Münchner Sprayern Fader und Kürls. 2015 mit Unterstützung der Stadt München und der Bahn angefertigt.

Der Harras ist ein wichtiger Umsteigebahnhof von Regionalzügen der Bayerischen Oberlandbahn, S-Bahn, U-Bahn und Bus. 

Der Trambahnverkehr wurde 1993 eingestellt.

### S-Bahn und Regionalzüge
Es halten hier die Züge der S-Bahnlinie S7 nach Wolfratshausen sowie die der Bayerischen Regiobahn (Netz Oberland, nach Bayrischzell, Lenggries und Tegernsee, sowie Netz Chiemgau-Inntal in Richtung Holzkirchen und Rosenheim). Die S20 fährt aufgrund einer fehlenden Weichenverbindung ohne Halt durch. Die S-Bahn und die Regionalzüge überqueren die Albert-Roßhaupter-Straße in Nord-Süd-Richtung auf drei Gleisen mit einem Bahnsteig. Das Gleis für S-Bahn- und Güterzüge Richtung Pasing hat keinen Bahnsteig; es wird diskutiert, ob ein solcher gebaut werden soll.
| Linie | Strecke | Taktfrequenz    |
| ----- | --- | --------------- |
| S7    | Wolfratshausen – Icking – Ebenhausen-Schäftlarn – Hohenschäftlarn – Baierbrunn – Buchenhain – Höllriegelskreuth – Pullach – Großhesselohe Isartalbahnhof – Solln – Siemenswerke – Mittersendling – Harras – Heimeranplatz – Donnersbergerbrücke – Hauptbahnhof | 20-Minuten-Takt |

### U-Bahn
Im am 22. November 1975 eröffneten U-Bahnhof Harras hält die Linie U6 der Münchner U-Bahn. Der Bahnhof ist wie die meisten anderen Bahnhöfe 120 Meter lang und wird von rot gefliesten rechteckigen Säulen gestützt. Bis zur Eröffnung der weiteren Strecke gen Westen nach Holzapfelkreuth am 16. April 1983 war er die Endstation der U6. Bis zum 28. Oktober 1989 fuhren hier außerdem Züge der Linie U3, ehe der Südast der U3 eröffnet wurde.
| Linie | Linienverlauf |
| ----- | --- |
| U6    | Garching-Forschungszentrum – (2560 m) – Garching – (1827 m) – Garching-Hochbrück – (4208 m) – Fröttmaning – (830 m) – Kieferngarten – (1431 m) – Freimann – (1087 m) – Studentenstadt – (660 m) – Alte Heide – (740 m) – Nordfriedhof – (813 m) – Dietlindenstraße – (712 m) – Münchner Freiheit – (579 m) – Giselastraße – (744 m) – Universität – (788 m) – Odeonsplatz – (640 m) – Marienplatz – (884 m) – Sendlinger Tor – (843 m) – Goetheplatz – (677 m) – Poccistraße – (624 m) – Implerstraße – (1236 m) – Harras – (837 m) – Partnachplatz – (760 m) – Westpark – (1084 m) – Holzapfelkreuth – (1050 m) – Haderner Stern – (1097 m) – Großhadern – (731 m) – Klinikum Großhadern |

### Bus
In der Unterführung und an der Kreuzung Albert-Roßhaupter-/ Plinganserstraße halten die Busse der Linien X30, 53, 54, 130, 132, 134, 153 und 157. Der Harras ist einer der Rendezvousplätze im Münchner Busnetz. Das bedeutet, alle hier verkehrenden Linien treffen gleichzeitig ein und fahren einige Minuten später auch gemeinsam ab. Somit wird Zeit zum Umsteigen gewährt.
In lokaler Mundart wird der Nachtbus N40, der Schwabing und die Innenstadt (Karlsplatz, Sendlinger Tor) mit dem Harras verbindet, auch als „Harras-Express“ bezeichnet.

### Individualverkehr
Die Albert-Roßhaupter-Straße unterquert westlich des Platzes die Bahngleise. In der Mitte der Straße befand sich im Bereich der Unterführung bis zum Umbau noch die ehemalige Trasse der Straßenbahnlinie, hier fuhr zuletzt die Linie 26. Der verwaiste Gleiskörper wurde anschließend zum Parken genutzt und beim Umbau der Albert-Roßhaupter-Straße entfernt. Die Straßenbahn wurde weitgehend durch die U-Bahn-Linie U6 ersetzt.

## Umgebung
Südlich des Harras befindet sich das 1932 von Robert Vorhoelzer und Robert Schnetzer für die Postbauverwaltung der Weimarer Republik im Stil der Klassischen Moderne errichtete Postgebäude, das heute von der Deutschen Post als Mieter genutzt wird. Der damalige moderne Baustil wurde von den Nationalsozialisten als „bolschewistisch“ herabgewürdigt. Das Ensemble besteht aus einem vorgelagerten flachen und langgestreckten weißen Amtsgebäude mit einer Rotunde, hinter dem sich hohe Wohnblöcke erheben, die der Platzwand Tiefe geben, und kommt als typischer Vertreter des Neuen Bauens ohne jede Verzierung aus. Das Postgebäude lebt durch seine Volumina und Proportionen. Seit 2001 befindet es sich in privater Hand. 2002 wurde es behutsam renoviert und 2006 mit dem Fassadenpreis der Landeshauptstadt München ausgezeichnet.
Ebenfalls am Harras (Albert-Roßhaupter-Straße 8) befindet sich das Stadtbereichszentrum Süd der Münchner Volkshochschule und im selben Haus eine Stadtteilbibliothek der Münchner Stadtbibliothek.
Südöstlich der Bahnüberführung liegt der Sendlinger Friedhof.